# Ирмгард фон Бюдинген
Ирмгард фон Бюдинген (на немски: Irmgard von Budingen; † сл. 1220) е благородничка от господството Бюдинген във Ветерау и чрез женитба господарка на Изенбург в Клееберг.

## Произход
Тя е дъщеря на Хартман фон Бюдинген († 1195) и внучка на Герлах I фон Бюдинген († сл. 1147). Сестра е на Герлах II фон Бюдинген († 1245/пр. 1247), женен за Мехтхилд фон Цигенхайн († 1229).

## Фамилия
Ирмгард фон Бюдинген се омъжва за Хайнрих I фон Изенбург († ок. 1227), син на Герлах фон Изенбург († пр. 1167). Те имат вероятно децата:
- Хайнрих II (* ок. 1200, † 1278), господар на Изенбург, женен пр. 1246 г. за Матилда/Мехтилд фон Хохщаден († сл. 1243), дъщеря на граф Лотар I фон Хохщаден и Матилда/Мехтилд фон Вианден († 1253)
- Герлах
- Герлах I (* пр. 1227, † 1289), господар на Изенбург, от 1258 г. господар на Лимбург на Лан, женен 1271 г. за Имагина фон Близкастел († 1281), дъщеря на граф Хайнрих фон Близкастел († 1237) и Агнес фон Сайн († 1259)
- Еберхард († 1247), каноник в Лимбург
- Фридрих, каноник в Кьолн (1246 -1261)
- Лукарда († 1260), омъжена I. за граф Хайнрих II фон Ханау († 1243), II. сл. 1249 г. за Филип I фон Боланден-Хоенфелс († 1277)
- Елиза Елизабет фон Изенбург-Клееберг († 1272), омъжена 1263 г. за Готфрид II фон Епщайн († 1272/1278)
- Мехтилд († 1290), омъжена за Герлах I фон Долендорф/II († 1260)